# تبريزخاتون (مقاطعة ديواندرة)
تبريزخاتون (بالفارسية: تبریزخاتون) هي مستوطنة تقع في قسم تشهل تششمه الريفي (مقاطعة ديواندرة) في إيران. يقدر عدد سكانها بـ 235 نسمة .